# Joop Demmenie
Joop Demmenie (Rotterdam, 19 de desembre de 1918 - Ídem, 3 de juny de 1991) va ser un ciclista neerlandès. Com amateur va guanyar una medalla de bronze al Campionat del Món en ruta de 1938 per darrere dels suïssos Hans Knecht i Josef Wagner.

## Palmarès
- 1938
  -  Campió dels Països Baixos amateur en ruta
- 1939
  - 1r a la Brussel·les-Hozémont